# Russellosaurus coheni
Il russellosauro (Russellosaurus coheni) è un rettile acquatico estinto, appartenente ai mosasauri. Visse nel Cretaceo superiore (Turoniano, circa 92 milioni di anni fa) e i suoi resti fossili sono stati ritrovati in Nordamerica (Texas). È considerato uno dei mosasauri più primitivi.

## Descrizione
Russellosaurus è noto principalmente per un cranio ben conservato, ritrovato nell'Arcadia Park Shale a Cedar Hill (Contea di Dallas, Texas centromeridionale). Il cranio, conservato presso il Shuler Museum of Paleontology della Southern Methodist University e noto con il numero di catalogo SMU 73056, è stato ritrovato nel 1992 da un membro della Società Paleontologica di Dallas, che poi lo donò al museo. Altri resti frammentari di Russellosaurus sono stati scoperti in depositi leggermente più antichi nella Kamp Ranch Limestone e in altre due località dell'area di Dallas.
Russellosaurus doveva essere un mosasauro piuttosto piccolo e snello. Il cranio era dotato di un osso frontale stretto, ed erano presenti 16 denti per ogni ramo mandibolare e mascellare. La premascella era ampia e smussata; l'osso ectopterigoide era di costituzione leggera e composto da un processo pterigoide subrettangolare piccolo e ben distinto, e da un processo jugale simile a un bastoncino. Un paio di forami separati da un setto mediano sottile nel basioccipitale sono stati interpretati come l'apertura per l'arteria basilare, che doveva invece uscire dalla superficie ventrale del basioccipitale tramite molteplici piccoli forami posti in posizione avanzata. Il processo pterigoide sul basisfenoide era estremamente diretto verso il basso, mentre vi erano processi postorbitofrontali di costituzione leggera. Il forame pineale era collocato al centro della zona parietale triangolare.

## Classificazione
Nello studio in cui venne descritto Russellosaurus (Polcyn e Bell, 2005) è stato designato anche un clade, noto come Russellosaurina, comprendente le sottofamiglie Tylosaurinae e Plioplatecarpinae e il loro sister group, comprendente i taxa Tethysaurus, Yaguarasaurus e Russellosaurus. Il cranio di Russellosaurus mostra numerosi caratteri condivisi con i Plioplatecarpinae, ma ha altre caratteristiche primitive (plesiomorfiche). L'analisi cladistica di Polcyn e Bell indica una stretta parentela con Yaguarasaurus columbianus, un mosasauro primitivo del Turoniano del Sudamerica, mentre ulteriori studi hanno avvicinato a queste due forme anche Romeosaurus dell'Italia (Palci et al., 2013), nella sottofamiglia Yaguarasaurinae. Questi mosasauri, insieme a Tethysaurus e Pannoniasaurus, sono considerati parte di un clade basale alla differenziazione delle sottofamiglie Plioplatecarpinae e Tylosaurinae.

## Paleobiologia
Sulla base della mancanza di fusione tra gli elementi del basicranio e dell'alto grado di vascolarizzazione della superficie delle ossa (che suggerisce che l'animale stava crescendo rapidamente quando morì), si suppone che l'olotipo di Russellosaurus coheni provenisse da un individuo subadulto. Un mosasauro ancora più primitivo, Dallasaurus turneri, proviene dalla stessa località di Cedar Hill dove venne ritrovato l'olotipo di Russellosaurus.

## Significato del nome
Il nome generico Russellosaurus è in onore di Dale A. Russell, un paleontologo che studiò approfonditamente i mosasauri. L'epiteto specifico onora invece il raccoglitore di fossili che scoprì l'olotipo. Il fossile di Russellosaurus è il più antico resto di mosasauro ben conservato proveniente dal Nordamerica.